# أوليفيا روز كيغان
أوليفيا روز كيغان (بالإنجليزية: Olivia Rose Keegan)‏ هي ممثلة أمريكية، ولدت في 22 نوفمبر 1999 في سان فرانسيسكو في الولايات المتحدة.

## أعمال

### مسلسلات
- مودرن فاميلي

## وصلات خارجية
- أوليفيا روز كيغان على موقع IMDb (الإنجليزية)
- أوليفيا روز كيغان على موقع ألو سيني (الفرنسية)
- أوليفيا روز كيغان على موقع ميوزك برينز (الإنجليزية)
- أوليفيا روز كيغان على موقع أول موفي (الإنجليزية)
- أوليفيا روز كيغان على موقع قاعدة بيانات الفيلم (الإنجليزية)
- أوليفيا روز كيغان على موقع كينوبويسك (الروسية)